# Affaire Guy Turcotte
L’affaire Guy Turcotte est une affaire criminelle canadienne dans laquelle le cardiologue Guy Turcotte a été reconnu coupable d'avoir poignardé à mort ses deux enfants de 3 et 5 ans dans la nuit du 20 février 2009 à Piedmont, au Québec.
Cette saga judiciaire, hautement médiatisée, sème la controverse dans l'opinion publique à la suite d’un verdict de non-responsabilité criminelle pour cause de troubles mentaux émis par la Cour supérieure du Québec lors du premier procès en juillet 2011, suivi de sa remise en liberté conditionnelle un an et demi plus tard. Il est incarcéré dans un pénitencier fédéral depuis décembre 2015 au terme d'un deuxième procès. Il est toutefois transféré pendant son incarcération dans différents établissements fédéraux. 
Initialement détenu à Port-Cartier, il purgeait depuis quelques années sa peine au pénitencier de La Macaza dans les Laurentides. En septembre 2024, il est transféré dans un autre établissement fédéral à sécurité minimale à Sainte-Anne-des-Plaines.

## Contexte
Guy Turcotte, né le 21 avril 1972, rencontre Isabelle Gaston durant leurs études de médecine à l'Université Laval de Québec en 1999. Lui, timide, elle, extravertie, emménagent ensemble en 2000, puis partent s'installer à Prévost lorsque Turcotte obtient un poste de cardiologue à l'Hôtel-Dieu de Saint-Jérôme en 2003. Le 27 avril, Isabelle accouche d'Olivier avant de terminer ses études en médecine et d'être embauchée au même hôpital que Turcotte en tant qu'urgentologue. Ils se marient le 23 août 2003, puis Anne-Sophie naît le 8 décembre 2005.
À partir de 2007, le couple bat résolument de l'aile et les querelles sont nombreuses. Dès octobre 2008, Isabelle Gaston a comme amant Martin Huot, son entraîneur personnel et ami du couple.
Le 14 janvier 2009, alors que le couple prépare un voyage au Mexique avec leurs enfants, Turcotte est informé de la liaison entre sa conjointe et Huot par la femme de ce dernier. Il feint l'ignorance, mais le lendemain de leur arrivée, Isabelle Gaston apprend sur Facebook que sa relation extra-conjugale a été éventée par celle-ci. Isabelle Gaston confronte Turcotte au sujet de son silence : « Tu le savais et tu n'as rien dit ». Le reste du voyage se déroule dans une ambiance froide et une séparation est même évoquée.
Turcotte quitte la résidence familiale deux jours après leur retour, puis loue une maison à Piedmont. À la suite de la séparation, les enfants sont placés en garde partagée et la relation entre les parents devient hostile. Le 10 février, Guy Turcotte se rend à son ancien domicile afin de récupérer un chandail et fait la rencontre de Martin Huot, qui semble y faire vie commune avec Isabelle Gaston. Il s'écrie alors : « T'es un écœurant. Tu m'as volé ma femme, tu m'as trahi. T'es un criss d'hypocrite. Tu venais chez nous, tu me faisais des gros hugs... » Il le frappe ensuite au visage.
Dans l'après-midi du 20 février 2009, Turcotte va chercher sa fille à la garderie et son garçon à l'école et communique avec Isabelle afin de l'aviser qu'il ira chercher des raquettes à son domicile pendant son absence. Celle-ci l'informe qu'elle vient de faire changer les serrures. Turcotte déclare alors : « Tu n'avais pas le droit, c'est ma maison. Tu veux la guerre, tu vas l'avoir ».
Le soir du 20 février, après avoir mis les enfants au lit, il se met à lire des courriels échangés entre Isabelle Gaston et Martin Huot, puis fait des recherches sur des techniques de suicide. Il annule ensuite un rendez-vous prévu le lendemain avec son agent d'immeubles et communique avec la gardienne qui doit garder les enfants pendant le rendez-vous. « Mes plans ont changé, je n'aurai plus besoin de vos services. Merci beaucoup », dit brièvement Guy, avant de raccrocher.

## Déroulement

### Faits
Dans la matinée du 21 février 2009, deux policiers de la Sûreté du Québec se rendent à la résidence de Turcotte en réponse à un appel de sa mère qui s'inquiète de l'état dépressif de son fils, et qui d'ailleurs attend les agents à l'extérieur de la maison. Faute de réponse, les patrouilleurs entrent par la force puis constatent la présence à l'étage des corps inertes de deux enfants. Ils découvrent ensuite sous un lit Turcotte dans un état second et couvert de vomi et de sang. Celui-ci déclare alors à la police qu'il veut mourir et qu'on le laisse tranquille. Pendant les procès, un des deux policiers a affirmé qu’au moment de l’arrestation, il aurait dit au suspect : « tu es un imbécile », ce à quoi Turcotte aurait répondu « oui, je le sais ». Cette affirmation ne figure toutefois pas dans le rapport initial de police.
Il est immédiatement transporté en ambulance à l'Hôtel-Dieu de Saint-Jérôme, où il est soigné par ses propres collègues. Turcotte formule de nouveau le souhait qu'on le laisse mourir et n'acceptera finalement de révéler ce qu'il a ingéré qu'à 14h30 : « deux litres de liquide lave-glace (méthanol), vers 20 h la veille ». Il hurle à quelques reprises qu'il a tué ses enfants, qu'il est un criminel. La mère des victimes est quant à elle informée de la tragédie en soirée alors qu'elle se trouvait en séjour de ski au Massif de Charlevoix.
Guy Turcotte est initialement transféré au département de psychiatrie de l'Hôpital du Sacré-Cœur de Montréal, puis à l'Institut Philippe-Pinel le 26 février 2009. Après son arrivée à Philippe-Pinel, certains de ses agissements laissent perplexes. Par exemple, il dresse une liste d'objets que sa famille Turcotte doit récupérer à son domicile, tels que des billets de spectacle pour une sortie en famille ou un chèque-cadeau destiné à Mme Gaston en vue d'un séjour dans un spa. Il contacte aussi sa planificatrice financière afin que soit retiré le nom de son ex-conjointe de son testament et de sa police d'assurance-vie.
Aussi, il téléphone à la gardienne d'enfants, qu'il avait décommandée le soir des assassinats, pour s'excuser de la souffrance qu'il lui aurait causée et lui mentionner que ce n'était pas la première fois qu'il envisageait un tel scénario. En revanche, il appelle Isabelle Gaston le 17 mai pour lui exprimer sa colère contre elle et lui formuler le souhait qu'elle ne puisse tirer aucun bénéfice de ses assurances et du testament.
En novembre 2009, il est envoyé à la prison provinciale de Rivière-des-Prairies pour y attendre son procès, où il fait une tentative de suicide en avalant des dizaines de calmants.

### Enquête
Le suspect admet d'emblée être l'auteur des meurtres. L’autopsie des corps permet de déterminer que les enfants ont reçu au total 46 coups de couteau. Le garçon de 5 ans en a reçu 27, dont 16 à l’abdomen, 4 au dos et 7 aux mains ou aux poignets. Ces derniers signifient que l'enfant a essayé de se protéger. La fillette de 3 ans a, quant à elle, reçu 19 coups à l'abdomen et au dos, mais aucun sur les mains ou les poignets. En revanche, elle a été retrouvée avec des poignées de ses propres cheveux dans les mains.

### Premier procès
Accusé de meurtre en 2009,, il comparaît à la cour en avril 2011. Des psychiatres témoignent à titre d'experts et se contredisent sur le rôle qu'a pu jouer l'ingestion de méthanol et l'état émotionnel de l'accusé sur l'altération de sa conscience. L'experte de la défense affirme pour sa part que son état mental était perturbé à la fois par un trouble de l'adaptation, une crise suicidaire et la prise de méthanol dont les effets psychotropes sont comparables à ceux de l'alcool.
En juillet 2011, le jury conclut que Turcotte a agi sans être en pleine possession de ses facultés. La cour rejette le chef d'accusation de meurtre, le déclare « non criminellement responsable pour cause de troubles mentaux » et lui impose une thérapie en milieu psychiatrique pour une durée indéterminée.
Il est présenté à la Commission d'examen des troubles mentaux du Québec pour la première fois le 4 juin 2012. Les spécialistes s'entendent pour dire qu'au moment des faits, Turcotte souffrait d'un trouble d’adaptation avec humeur dépressive, mais d'aucun trouble psychique. La Commission conclut qu'il n'est pas prêt à être libéré de l'Institut Philippe-Pinel, entre autres, car il demeure fragile et peu apte à affronter le dur processus de réhabilitation, et qu'il représente toujours un danger pour autrui du fait de la gravité des gestes commis.
On lui concède néanmoins des droits non absolus de sortie, d'abord avec un accompagnateur, puis sans supervision à partir de septembre. Lors de la seconde audience en décembre, les commissaires constatent que Turcotte a entrepris une psychothérapie, qu'il est plus apte à identifier ses mécanismes de défense et qu'il évite moins ses émotions. Ainsi, les trois membres de la Commission décident à l'unanimité de le libérer sous condition le 12 décembre 2012, jugeant cette fois-ci « acceptable » le risque pour la société.

### Deuxième procès
Entre-temps, le Directeur des poursuites criminelles et pénales a demandé le 19 septembre 2012 la tenue d'un nouveau procès en invoquant que l'intoxication de Turcotte était essentiellement un geste suicidaire, donc volontaire, et de ce fait incompatible avec le principe de non-responsabilité criminelle pour cause de troubles mentaux. En novembre 2013, la Cour d'appel du Québec accède à sa demande, annule le verdict antérieur et ordonne un nouveau procès à Guy Turcotte, sorti d'hôpital psychiatrique depuis un an,.
En effet, la Cour d'appel a considéré que le juge de première instance Marc David aurait dû informer le jury que c'était à l'accusé de démontrer qu'il souffrait d'une « maladie mentale incapacitante » distincte de l'intoxication. Selon l'article 16 du Code criminel qui prévoit la non-responsabilité criminelle, seul le « trouble mental » peut ouvrir la porte à cette défense. En mars 2014, la Cour suprême du Canada rejette une demande de Guy Turcotte, qui invoquait le principe du non bis in idem (« nul ne peut être poursuivi une seconde fois pour la même offense »),.
Il reste détenu jusqu'en septembre 2014 alors qu'il est de nouveau libéré sous caution, encore une fois non sans controverse. Le juge André Vincent motive sa décision en soulignant que rien n'indique que Guy Turcotte pourrait ne pas se présenter à son procès ni qu'il représente un danger pour la société. Le troisième critère, à savoir si la libération pourrait affaiblir la confiance du public dans le système de justice, était moins certain. En revanche, le juge Vincent cite les causes récentes et distinctes d'Adèle Sorella et de Cathie Gauthier, accusées de meurtre d'enfants puis libérées en attendant leur procès. Il fait également valoir l'article 11 de la Charte canadienne des droits et libertés, qui garantit à un inculpé « le droit de ne pas être privé sans juste cause d’une mise en liberté assortie d’un cautionnement raisonnable ».
Le nouveau procès débute le 14 septembre 2015. Le 6 décembre, après 7 jours de délibérations, le jury rend un verdict le déclarant coupable du meurtre non prémédité de ses enfants, et le 15 janvier 2016, le juge lui impose un minimum de 17 années de prison. Pour arriver à ce verdict, le tribunal a dû prendre en considération la jurisprudence récente de la Cour suprême. Cette dernière, peu de temps après le premier procès, avait statué que Tommy Bouchard-Lebrun, souffrant de troubles mentaux, avait commis un crime alors qu’il était sous l’effet de puissants stupéfiants.
Cette nouvelle donne aurait facilité le travail de la Couronne. L'experte psychiatre de la défense, qui avait aussi témoigné en 2011, ne mentionne cette fois le méthanol qu'à une seule reprise en précisant que l’accusé a posé un geste suicidaire en ingérant cette substance. Le 6 janvier 2016, Guy Turcotte dépose sans succès une demande d'appel sur le verdict à la Cour d'appel du Québec avec pour motifs les directives évasives du Juge Vincent au jury.

### Incarcération
Son projet de réintégrer immédiatement la société est interrompu en décembre 2015 alors qu'il est reconnu coupable et est immédiatement transféré au Centre régional de réception de l'Établissement Archambault, puis à celui de Port-Cartier en juin 2016. Quelques jours après son arrivée, il est battu par d'autres détenus. En effet, selon un témoin de la scène, « son chien était mort en rentrant ».
En juillet 2018, il renonce à porter sa cause en appel devant la Cour suprême. Il restera donc en détention jusqu’en 2033, année à partir de laquelle il pourra présenter une demande de libération conditionnelle.

## Implication populaire
Tout au long de l'affaire Guy Turcotte, l'opinion publique prend vigoureusement position en faveur de sa culpabilité. La saga soulève tant les passions qu'elle devient un enjeu de la confiance des Québécois dans leur système judiciaire. Elle remet en question la notion de responsabilité criminelle et fait naître des débats sur la maladie mentale. La vulnérabilité des enfants est abordée, ainsi que les préjugés de classe ou encore la normalisation de la violence. Un autre débat sensible que l'affaire fait rejaillir est celui de la violence faite aux femmes qui, dans ce cas, est transposée sur les enfants : action révélatrice quant à la vision de la femme qu'elle traduit.